# Monte Dobra

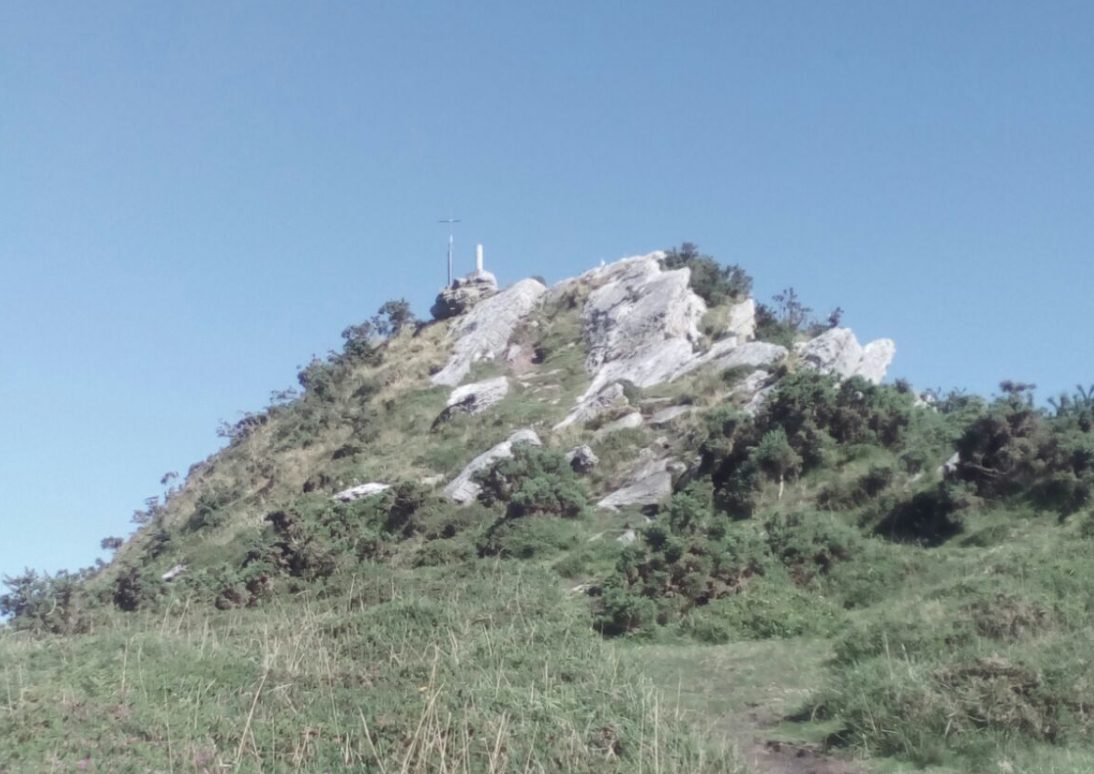
Cima del monte Dobra.

El monte o pico Dobra, también llamado La Capía, es una montaña situada en la divisoria entre los ríos Besaya y Pas, marcando el límite entre tres municipios de Cantabria (España): Puente Viesgo, San Felices de Buelna y Torrelavega. Tiene una prominencia de 311 metros y una relevancia del 26,92%. Es el punto culminante de la llamada sierra de los Hombres o sierra del Dobra. En «La Peña», la parte más destacada de la sierra del Dobra, que domina el valle de Buelna, hay un vértice geodésico terminado el 1 de agosto de 1984, junto a una cruz de metal, que marca una altitud de 605,6 m s. n. m. en la base del pilar. Es un pico muy frecuentado por su cercanía a Torrelavega y la facilidad de su ascenso en una sola jornada.
La sierra del Dobra es un macizo kárstico que se extiende alargado en paralelo a la costa de Cantabria, perpendicular a sus valles. En una sección de norte a sur propuesta por Mengaud, el monte Dobra conserva capas del Cretácico, el Triásico, el Carbonífero y nuevamente el Cretácico. La capa del Carbonífero ha sido en gran parte destruida por la canteras que han operado en sus laderas.
Está cubierto mayoritariamente por bosque de eucalipto, avellanos y pradera. De su fauna destacan los córvidos, alimoches, milanos reales, buitres leonados, garduñas, tritones, sapos parteros y águilas culebreras; se les añade el zorro y en menor medida jabalíes y corzos, mientras que el lobo hace tiempo que desapareció de sus laderas. Además, el macizo es rico en aguas subterráneas, provocando surgencias y manantiales. Algunas de ellas, termales, están protegidas y sirven al balneario de Puente Viesgo.

## Etimología
En la Antigüedad fue considerado una montaña sagrada por los cántabros. En otros puntos de Europa existen otros picos con nombres semejantes, lo que quizá indique una procedencia celta del nombre. Se cree que este proviene del céltico Dubron (lugar donde abunda el agua).

## Rutas
Se puede subir desde La Montaña y Viérnoles, ambas localidades del municipio torrelaveguense, a través del sendero de pequeño recorrido marcado como PR-S.48. También puede accederse desde San Felices de Buelna y Puente Viesgo, utilizando el sendero de pequeño recorrido PR-S.18. El acceso más fácil consiste en tomar la pista que sale de La Montaña, que puede hacerse en su mayor parte sobre un vehículo todoterreno, debiendo subirse a pie los últimos 15 minutos.

## Yacimientos arqueológicos

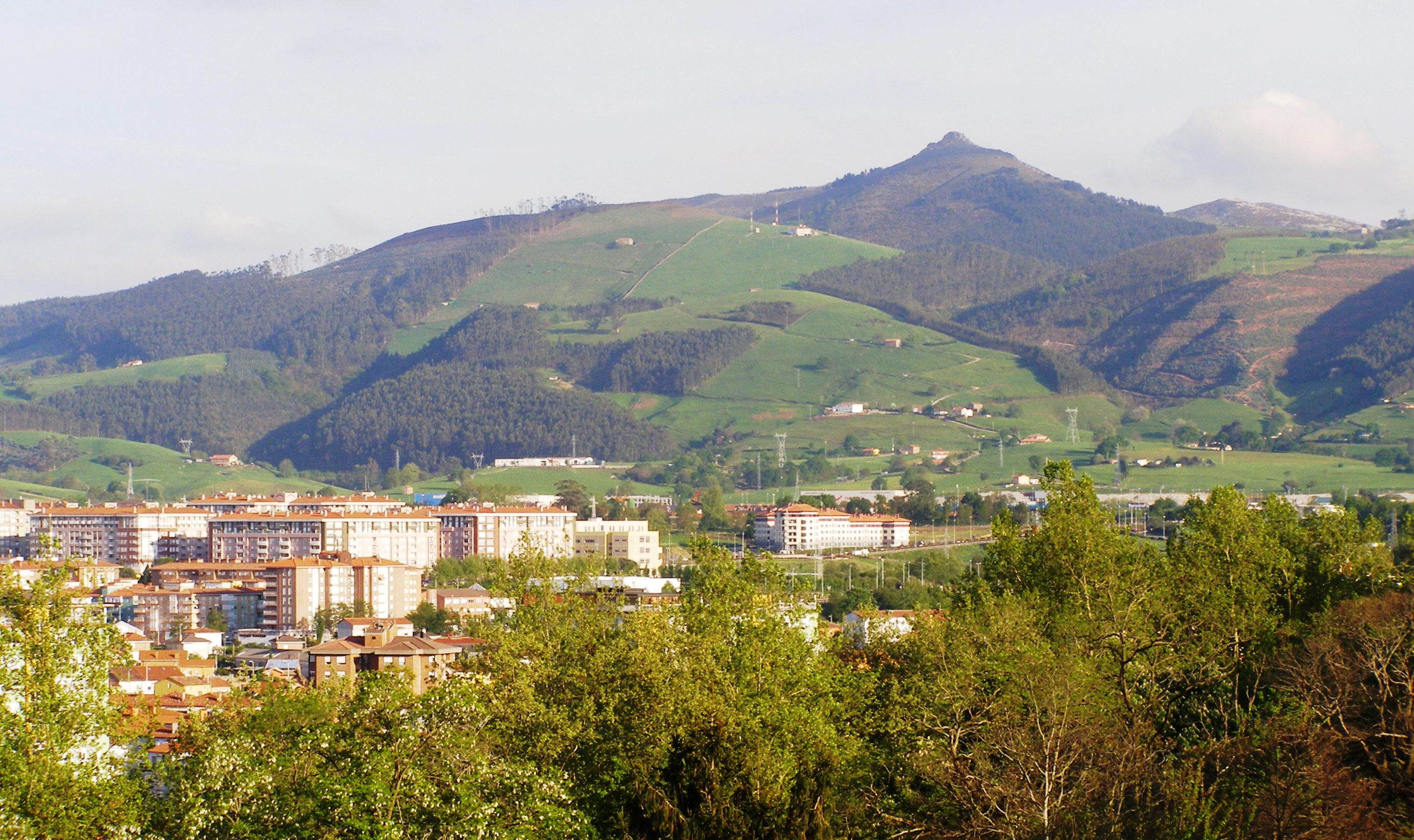
Torrelavega y el monte Dobra.

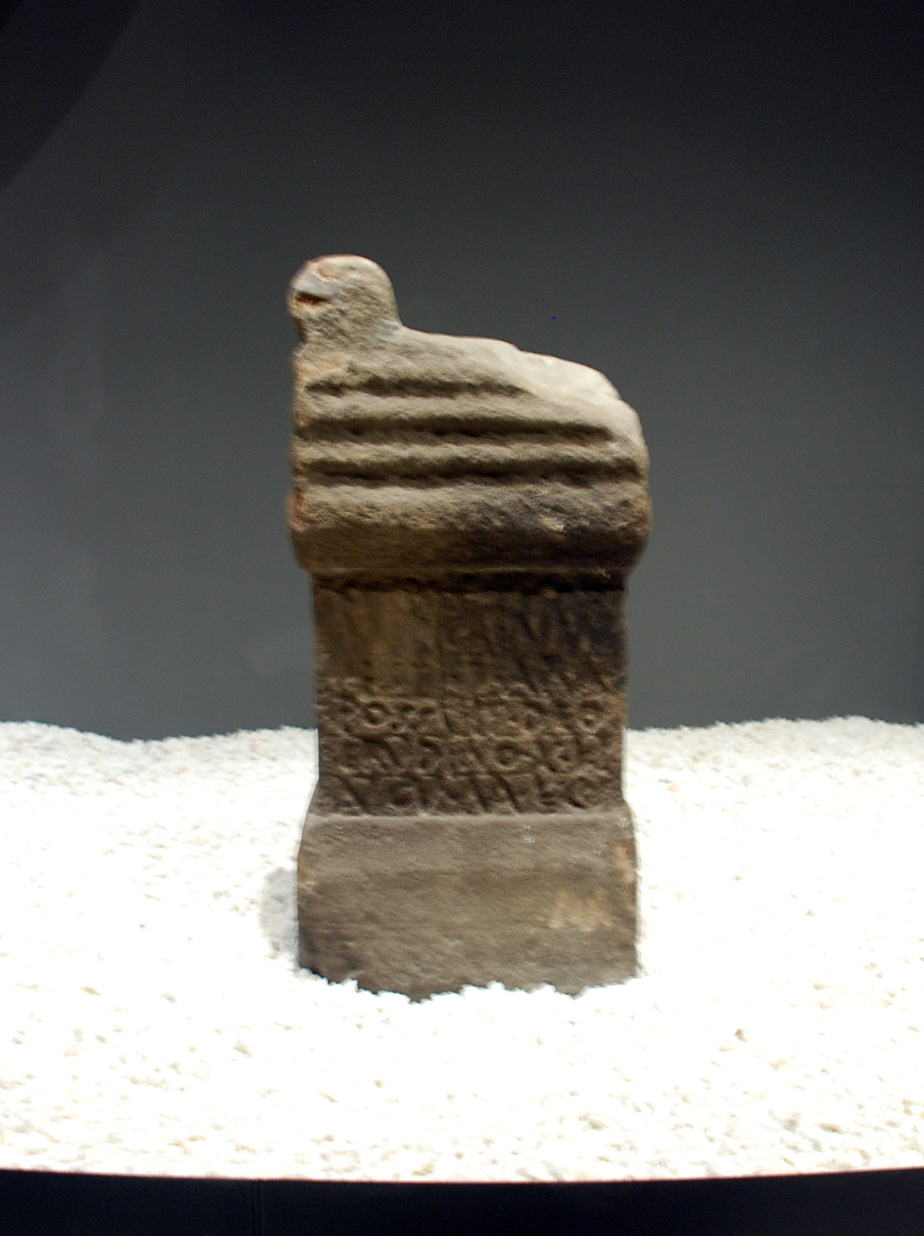
Ara al dios Erudino.

### Restos epigráficos
En este pico Hermilio Alcalde del Río encontró en 1925 un ara, un altar dedicado al dios indígena Erudino (contiene una inscripción a deo Erudino) y datado originalmente en el año 399 y en el 161 a partir de la década de 1990.
Así mismo, la inscripción está ligada al grupo parietal Aunigainum, del cual se ha especulado que demuestra la pervivencia de rasgos culturales cántabros en la Cantabria romanizada. La cita interpretada es la siguiente:

CORNE(lius) VICANVS 
 AVNIGAINV(m), 
 CESTI (i) F(ilius) ARA(m) 
POSSUIT DEO 
 ERUDINO, X K(alend)is 
 AVGVS(sti) MA(nlio) EV(tropio) CO(n)S(ulibus)

### Castros
En sus inmediaciones se encuentran varios castros cántabros: el del pico Toro, el de Peña Mantilla y el de Las Lleras.

### Arte rupestre
En la falda suroeste del monte está la cueva de Sovilla (43°17′15″N 0°22′40″O / 43.28750, -0.37778), que aunque muy dañada por las prospecciones de canteras cercanas, conserva finos grabados paleolíticos en el techo de una cámara, además de restos líticos y herramientas de hueso. En territorio de Viérnoles está la cueva llamada Sumidero de las Palomas, que contiene interesantes muestras de arte esquemático carbónico. Otra cueva situada a los pies del monte es la de Hornos de la Peña. En su macizo, aunque ya no en las cercanías del pico Dobra, está monte Castillo, donde destacan una serie de cuevas con arte rupestre, protegidas como Patrimonio de la Humanidad, al igual que la citada cueva de Hornos de la Peña.

## Impacto humano
A causa de sus recursos mineros, en el monte Dobra operan o han operado durante los siglos XX y XXI ocho empresas, cada una con sendas canteras, que han hecho peligrar gravemente el ecosistema del macizo, la escorrentía, los recursos termales y los yacimientos arqueológicos, además de generar importantes impactos visuales en un monte muy reconocido en la región, tanto social como históricamente. Todas ellas han sido duramente criticadas y se han solicitado las revisiones de los impactos medioambientales.
Estas actividades tienen sus precedentes en las desarrolladas durante los siglos XVIII y XIX como consecuencia del desarrollo industrial de Torrelavega, que rápidamente se impuso como el segundo centro industrial de Cantabria. Sin embargo, la explotación minera actual desarrollada desde las últimas décadas del siglo XX es mayor y mucho más destructiva.